# Pauline von Metternich
Pour les articles homonymes, voir Metternich (homonymie).
Pauline Clémentine Marie Walburge, comtesse Sándor von Szlavnicza puis princesse de Metternich-Winneburg zu Beilstein, née le 25 ou 26 février 1836 à Vienne et morte le 18 ou 28 septembre 1921 dans la même ville, est une aristocrate austro-hongroise connue pour son salon parisien pendant le Second Empire. 

## Biographie
Elle est la fille de la princesse Léontine de Metternich-Sándor (1811-1861) et du comte Moric Sándor de Szlavnicza (1805-1878). Son grand-père maternel est le prince Klemens Wenzel von Metternich, chancelier d'État autrichien (1773-1859). 
En 1856, elle épouse son oncle Richard Klemens von Metternich (1829-1895), émissaire autrichien à Dresde chargé de la représentation diplomatique auprès de la cour saxonne. Par ce mariage, l'ancien chancelier devient le beau-père de la princesse.  
À partir de 1859, Richard représente l'Autriche en tant qu'ambassadeur en France, où son épouse tient un salon littéraire rapidement célèbre et dont le style typique sera imité par toute l'aristocratie européenne. En 1871, Richard est rappelé à Vienne où Pauline continue à rassembler autour d'elle un cercle d'hôtes triés sur le volet.  
Elle parle aussi bien le français que l'allemand, sa langue maternelle. Elle est d'un naturel vif, joyeux et communicatif, toujours prête à s'engager pour le beau et pour l'esprit. Par son caractère spontané voire capricieux, et ses nombreuses initiatives, elle outrepasse son rôle d'aristocrate salonnière et introduit une touche de fraîcheur dans les milieux mondains. 

## Vie mondaine

### Engagement pour Richard Wagner
Étant « ambassadrice » informelle et grande dame à Paris, Pauline entretient des relations amicales avec l'empereur Napoléon III autant qu'avec l'impératrice Eugénie qui l'apprécient beaucoup et lui confient même des secrets politiques. L'empereur, galant, aime faire la cour à la jeune et belle princesse, qui s'intéresse volontiers aux beaux arts et joue du piano à un niveau remarquable. C'est son intervention résolue qui pousse Napoléon à faire donner la première du Tannhäuser de Richard Wagner, dont elle est une fervente admiratrice, à l'opéra de Paris en 1861. Cette décision soulève une forte opposition dans la haute société de Paris, surtout au Faubourg Saint-Germain traditionnellement ennemi des influences germaniques en France. Wagner déclare ainsi que « c'étaient au fait deux dames du monde qui l'avaient protégé chez leurs souverains et, par cela, généré son plus grand succès : la princesse Pauline chez Napoléon III, et la comtesse Schleinitz chez l'empereur Guillaume Ier d'Allemagne ».

### Engagement philanthropique

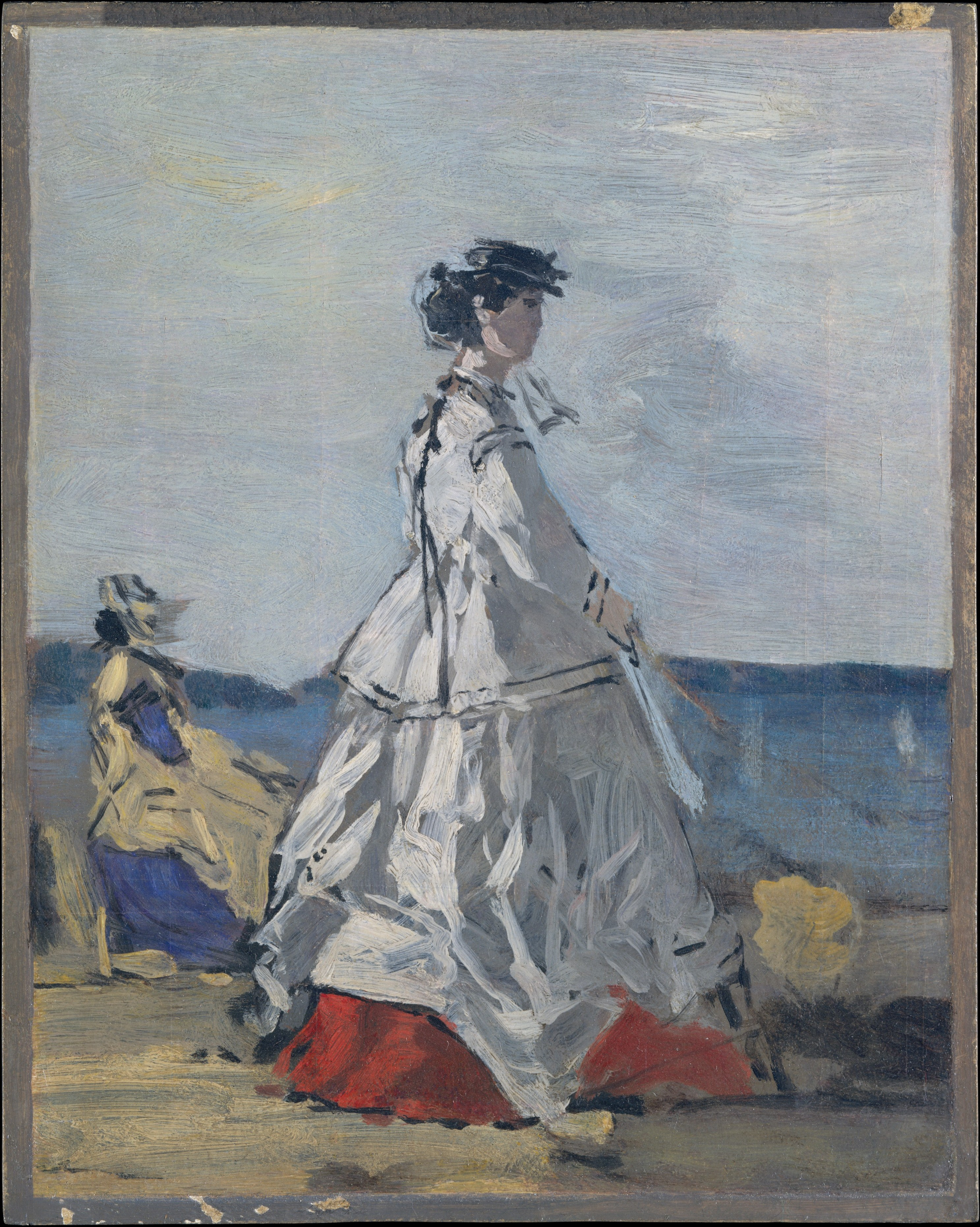
La Princesse Pauline Metternich sur la plage,
Eugène Boudin, 1865-1867,
New York, Metropolitan Museum of Art.

Bien qu'elle fût d'abord salonnière, Pauline s'engage également dans la philanthropie, par exemple dans l'entretien de la polyclinique générale à Vienne. De même, elle initie le corso fleuri dans le Prater. Ses efforts civiques lui valent la popularité auprès des Viennois, qui, en raison de son penchant pour le commérage, la surnomment ironiquement « Mauline Petternich » (soit « pipelette » par allusion au mot allemand Maul « gueule »). 

### Duel de dames
En août 1892, elle se bat en duel à l'épée avec la comtesse Anastasia Kielmannsegg, épouse du gouverneur de l'archiduché de Basse-Autriche. La princesse est la présidente d'honneur de l'Exposition musicale et théâtrale de Vienne ; la comtesse est présidente de la commission des femmes de ladite exposition. S'étant invectivées pour une question de composition d'un parterre floral, elles se rencontrent entourées exclusivement de femmes, dont la baronne Lubinska, qui leur conseille, par précaution médicale, de se battre torse nu, afin que des tissus ne viennent pas infecter d'éventuelles blessures. La princesse est coupée au nez par son adversaire, mais la blesse plus fortement au bras, ce qui lui donne la victoire. Ce duel, dont l'ensemble des participantes était exclusivement des femmes, est appelé ultérieurement « duel d'émancipation ».
Cependant, il n’y a pas de sources primaires pour cette histoire, seulement des comptes rendus de journaux étrangers. En outre, peu de temps après la publication des premiers comptes rendus, un journal français a publié un démenti de la princesse, dans lequel elle qualifie l’histoire de « canard stupide et ridicule inventé par journaux italiens ».

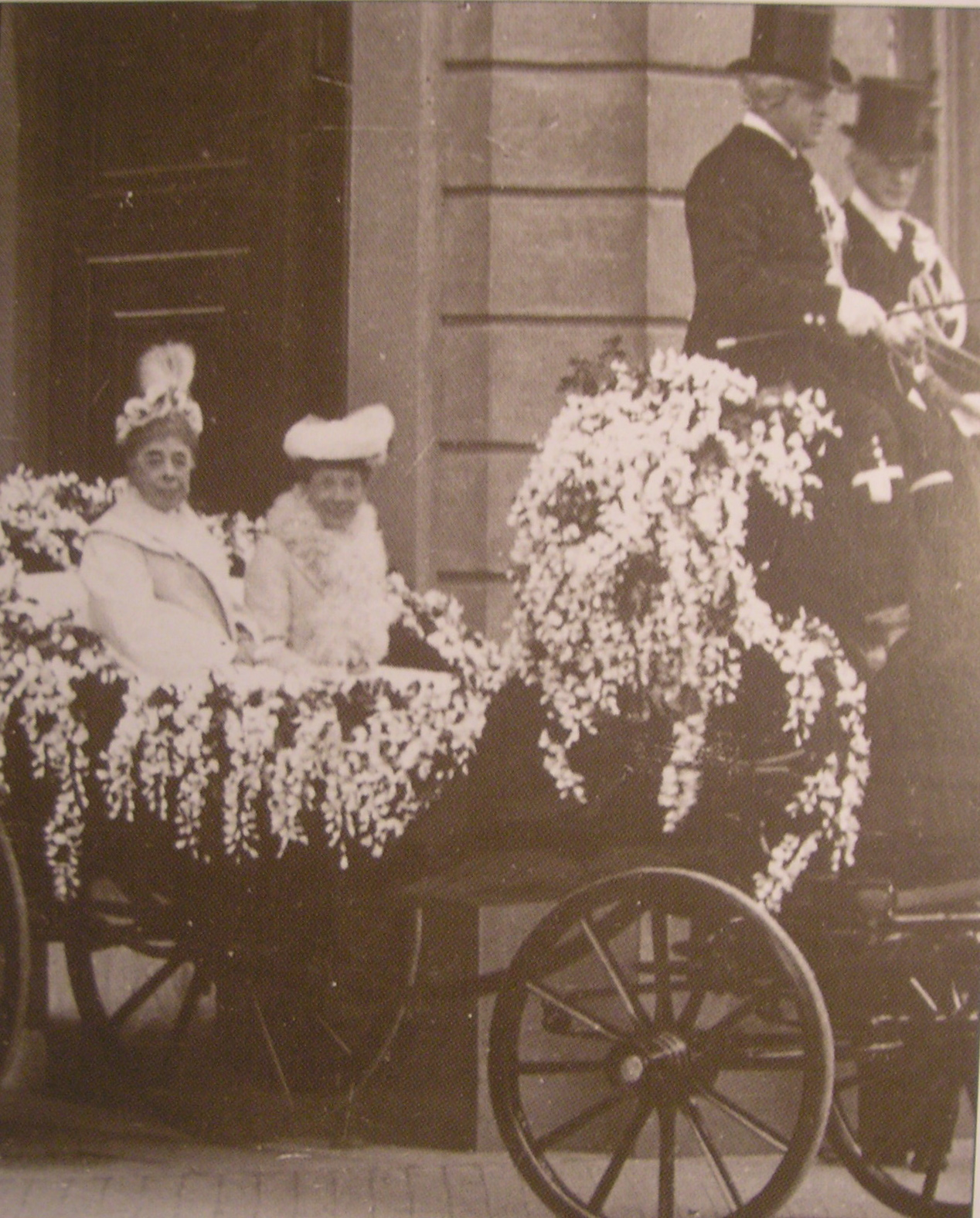
Pauline von Metternich-Sándor (à gauche) en 1900, au corso fleuri de Vienne.

### Pauline von Metternich dans la culture
Réputée pour son esprit capricieux et sa beauté rayonnante, elle inspire beaucoup d’artistes, tels Edgar Degas et Eugène Boudin, qui la portraiturent à plusieurs reprises. Le compositeur viennois Johann Schrammel lui dédicace également une polka-mazurka, Frühlingsgruss an Pauline, en 1887.

## Descendance
Au tournant du siècle qui vit l’assassinat de l’impératrice Elisabeth en 1898, elle est, à Vienne, la doyenne de la cour, et elle loge au Palais Metternich-Sándor dans le 3e arrondissement, aujourd'hui disparu. Avec Richard, Pauline de Metternich a trois filles dont la benjamine meurt à la naissance. Elle perd également sa cadette qui meurt à l'âge de 28 ans en 1890 :
- Sophie, princesse de Metternich-Winneburg (1857-1941) épouse en 1878 François Albert d'Oettingen-Oettingen et d'Oettingen-Spielberg (1847-1916) d'où postérité,
- Antoinette Pascaline, comtesse Metternich Sándor-von Winneburg (1862-1890),
- Clementine Marie, comtesse Metternich Sándor-von Winneburg (*/† 1870).

### Sources
- (de) Neue Deutsche Biographie, vol. 17, p. 233 article familial, 236*, 243 suiv.
- (de) Article dans la Deutsche Biographische Enzyklopädie

### Mémoires
- Éclairs du passé (1859-1870), Vienne, 1922
- (de) Erinnerungen, Vienne, 1988, 155 p. (ISBN 3-8000-3263-5)
- Souvenirs d'enfance et de jeunesse (Geschehenes, Gesehenes, Erlebtes), 1845 - 1863
- My years in Paris, 1922